# الدوري البحريني الممتاز 2021-22
الدوري البحريني الممتاز 2021-2022 المعروف أيضا باسم دوري ناصر بن حمد الممتاز 2021-2022 هو النسخة الخامسة والستون من الدوري البحريني الممتاز وهو أعلى دوري كرة قدم في البحرين منذ 1956.
بدأ الرفاع كحامل للقب موسم 2020-21. الحالة والخالدية صعدا من الدرجة الثانية.

## الفرق
شارك في هذه البطولة عشر فرق منها ثمانية فرق من الموسم الماضي الذين احتلوا المراكز من الأول إلى الثامن وهم (حسب ترتيب الموسم الماضي) الرفاع، الرفاع الشرقي، المنامة، المحرق، الحد، الأهلي، البديع، النجمة بالإضافة إلى الفريقين اللذين احتلا المركزين الأول والثاني في دوري الدرجة الثانية في الموسم السابق وهما الحالة والخالدية اللذان حلا مكان الهابطان المالكية والبسيتين.
على مستوى المحافظات فإن محافظة المحرق يمثلها ثلاث فرق وهي المحرق والحد والحالة بينما يمثل محافظة العاصمة ثلاث فرق وهي المنامة والأهلي والنجمة ويمثل المحافظة الجنوبية 3 فرق وهي الرفاع والرفاع الشرقي والخالدية ويمثل المحافظة الشمالية فريق واحد وهو البديع.

### الملاعب
| الملعب                    | المدينة    | المحافظة | السعة  |
| ------------------------- | ---------- | -------- | ------ |
| ستاد البحرين الوطني       | الرفاع     | الجنوبية | 35٬000 |
| ملعب مدينة خليفة الرياضية | مدينة عيسى | الجنوبية | 20٬000 |
| ستاد المحرق               | عراد       | المحرق   | 10٬000 |
| ملعب الأهلي               | بوغزال     | العاصمة  | 10٬000 |
| ملعب مدينة حمد            | مدينة حمد  | الشمالية | 800    |

## المدربون والرعاة
| الفريق        | المدرب                                                                        | الكابتن                     | صانع القميص | راعي اللباس                       |
| ------------- | ----------------------------------------------------------------------------- | --------------------------- | ----------- | --------------------------------- |
| الرفاع        | علي عاشور                                                                     | كميل الأسود                 |             | خالد بن حمد لفنون القتال المختلطة |
| الرفاع الشرقي | فلورين موتروك                                                                 | محمد الرميحي أحمد عبد النبي |             |                                   |
| المنامة       | هيثم جطل                                                                      | عيسى موسى                   |             |                                   |
| المحرق        | عيسى السعدون                                                                  | سيد محمد جعفر               | ماكرون      | دي إتش إل إكسبريس                 |
| الحد          | موسى مبارك (الجولة 1-3) عدنان إبراهيم (الجولة 4-11) محمد الشملان (الجولة 12-) | عباس خميس                   |             |                                   |
| الأهلي        | علي صنقور                                                                     | عباس عياد                   |             | تويوتا                            |
| البديع        | هشام الماحوزي (الجولة 1-6) بدر خليل (الجولة 7-14) محمد عدنان (الجولة 15-)     | محمد عباس                   |             | خالد بن حمد لفنون القتال المختلطة |
| النجمة        | لويس ديوغو (الجولة 1-4) خالد تاج (الجولة 5-9) إسماعيل كرامي (الجولة 10-)      | ثائر كروما هشام منصور       |             |                                   |
| الحالة        | عارف العسمي                                                                   | إبراهيم العبيدلي            |             |                                   |
| الخالدية      | محمد الشملان (الجولة 1-6) دراغان تالاييتش (الجولة 7-)                         | إسماعيل عبد اللطيف          |             | شركة نفط البحرين                  |

## تغييرات المدربين
| الفريق   | المدرب الراحل | طريقة الرحيل | تاريخ الرحيل   | المركز           | المدرب القادم   | تاريخ التعيين  |
| -------- | ------------- | ------------ | -------------- | ---------------- | --------------- | -------------- |
| الخالدية | راشد الدوسري  | انتهاء العقد | 31 مايو 2021   | قبل بداية الموسم | محمد الشملان    | 31 مايو 2021   |
| النجمة   | خالد تاج      | انتهاء العقد | 31 مايو 2021   | قبل بداية الموسم | لويس ديوغو      | 3 يونيو 2021   |
| الحد     | محمد الشملان  | انتهاء العقد | 31 مايو 2021   | قبل بداية الموسم | موسى مبارك      | 21 يونيو 2021  |
| الحد     | موسى مبارك    | إقالة        | 28 سبتمبر 2021 | 9                | عدنان إبراهيم   | 30 سبتمبر 2021 |
| النجمة   | لويس ديوغو    | استقالة      | 18 أكتوبر 2021 | 5                | خالد تاج        | 20 أكتوبر 2021 |
| البديع   | هشام الماحوزي | إقالة        | 28 نوفمبر 2021 | 8                | بدر خليل        | 29 نوفمبر 2021 |
| الخالدية | محمد الشملان  | إقالة        | 30 نوفمبر 2021 | 4                | دراغان تالاييتش | 11 ديسمبر 2021 |
| النجمة   | خالد تاج      | إقالة        | 11 يناير 2022  | 8                | إسماعيل كرامي   | 11 يناير 2022  |
| الحد     | عدنان إبراهيم | إقالة        | 12 فبراير 2022 | 8                | محمد الشملان    | 13 يناير 2022  |
| البديع   | بدر خليل      | بالتراضي     | 28 مارس 2022   | 9                | محمد عدنان      | 28 مارس 2022   |

## اللاعبون الأجانب
| الفريق        | الأجنبي 1         | الأجنبي 2       | الأجنبي 3       | الأجنبي 4       | أجنبي مقيم                              | سابقون                                              |
| ------------- | ----------------- | --------------- | --------------- | --------------- | --------------------------------------- | --------------------------------------------------- |
| الرفاع        | محمد عنز          | مؤيد العجان     | -               | -               |                                         | جو سانتوس محمود البحر                               |
| الرفاع الشرقي | علي ناصر          | أغوينالدو       | لويز فرناندو    | سعيد مرجان      | برينس أغريه                             | كيانو مارش براون ليوناردو إنكورفيا                  |
| المنامة       | ورد السلامة       | فارس أرناؤوط    | عمرو جنيات      | محمد الحلاق     | أديوالي أولوفادي فرانك كوني             | مصطفى دياو                                          |
| المحرق        | نور الروابدة      | محمود المرضي    | خالد الهاجري    | فلافيو كاريوكا  | سيارا موزيس أتيدي                       | محمود عيد فرانسيس ناره رومان هابران                 |
| الحد          | أحمد الأشقر       | محمد فارس       | ياكوبو أبو بكر  | إيفرتون         | طارق كادا إيشاميل يارتي                 | محمد فال خالد سالم أسامة أومري                      |
| الأهلي        | أرتيوم سيرديوك    | ناظم بابادجانوف | مارسيلو أوغوستو | يوسف محمد       | نواف عبد الله                           | يزن ثلجي عبد الله العطار زيد جابر حمزة صنهاجي       |
| البديع        | أوغوست مالو       | أيلتون جونيور   | فيليبي هيريدا   | أولوواشينا عزيز |                                         | إلتون مارتينز حميد ميدو                             |
| النجمة        | ألان خيمينيز      | ديماس ميزا      | محمد أولاد      | مصطفى ناظم      | فيتور سيلفا علي كامل فينسنت إيمانويل    | أوغوست مالو أغوينالدو ثائر كروما يوبر أسبريا بيمازا |
| الحالة        | أحمد الدوني       | جويل فينيسيوس   | يسري العرفاوي   | إسراء عامر      | إبراهيم الوالي غودويل تشاي              | جيفرسون بايانو فارشاد نور                           |
| الخالدية      | لازار دجوردجيفيتش | المنذر العلوي   | غيلمين ريفاس    | صالح راتب       | إبراهيم واتارا دومينيك مندي سليم أكعابا |                                                     |

## النتائج

### جدول الترتيب
| م  | الفريق        | لعب | ف  | ت | خ  | أ.له | أ.ع | أ.ف | نقاط | التأهل أو الهبوط                    |
| -- | ------------- | --- | -- | - | -- | ---- | --- | --- | ---- | ----------------------------------- |
| 1  | الرفاع        | 18  | 12 | 6 | 0  | 32   | 9   | +23 | 42   | التأهل إلى كأس الاتحاد الآسيوي 2023 |
| 2  | المنامة       | 18  | 11 | 6 | 1  | 31   | 13  | +18 | 39   |                                     |
| 3  | الخالدية      | 18  | 8  | 6 | 4  | 24   | 13  | +11 | 30   | التأهل إلى كأس الاتحاد الآسيوي 2023 |
| 4  | المحرق        | 18  | 8  | 3 | 7  | 22   | 19  | +3  | 27   |                                     |
| 5  | الحالة        | 18  | 6  | 7 | 5  | 21   | 24  | −3  | 25   |                                     |
| 6  | الرفاع الشرقي | 18  | 6  | 6 | 6  | 24   | 22  | +2  | 24   |                                     |
| 7  | الأهلي        | 18  | 3  | 8 | 7  | 18   | 29  | −11 | 17   |                                     |
| 8  | البديع        | 18  | 5  | 2 | 11 | 19   | 29  | −10 | 17   | التأهل إلى ملحق الهبوط              |
| 9  | الحد          | 18  | 2  | 7 | 9  | 13   | 27  | −14 | 13   | التأهل إلى ملحق الهبوط              |
| 10 | النجمة        | 18  | 1  | 5 | 12 | 12   | 30  | −18 | 8    | الهبوط إلى الدرجة الثانية           |

### الترتيب حسب الجولة
| الفريق ╲ الجولة | 1      | 2  | 3  | 4  | 5  | 6  | 7  | 8  | 9  | 10 | 11 | 12 | 13 | 14 | 15 | 16 | 17 | 18 |   |
| --------------- | ------ | -- | -- | -- | -- | -- | -- | -- | -- | -- | -- | -- | -- | -- | -- | -- | -- | -- | - |
| الفريق ╲ الجولة | الرفاع | 7  | 2  | 5  | 2  | 2  | 2  | 1  | 1  | 1  | 1  | 1  | 1  | 1  | 1  | 1  | 1  | 1  | 1 |
| المنامة         | 2      | 1  | 1  | 1  | 1  | 1  | 2  | 2  | 2  | 2  | 2  | 2  | 2  | 2  | 2  | 2  | 2  | 2  |   |
| الخالدية        | 1      | 3  | 2  | 3  | 3  | 4  | 4  | 3  | 3  | 3  | 4  | 3  | 4  | 4  | 4  | 3  | 3  | 3  |   |
| المحرق          | 8      | 8  | 8  | 10 | 10 | 5  | 5  | 5  | 5  | 5  | 5  | 5  | 3  | 3  | 3  | 4  | 4  | 4  |   |
| الحالة          | 5      | 7  | 4  | 6  | 6  | 8  | 6  | 7  | 6  | 6  | 7  | 7  | 7  | 6  | 6  | 6  | 6  | 5  |   |
| الرفاع الشرقي   | 9      | 4  | 6  | 4  | 5  | 3  | 3  | 4  | 4  | 4  | 3  | 4  | 5  | 5  | 5  | 5  | 5  | 6  |   |
| الأهلي          | 3      | 5  | 7  | 8  | 9  | 10 | 10 | 9  | 8  | 7  | 6  | 6  | 6  | 7  | 7  | 7  | 7  | 7  |   |
| البديع          | 10     | 10 | 10 | 7  | 8  | 9  | 9  | 10 | 10 | 10 | 10 | 10 | 9  | 9  | 9  | 8  | 8  | 8  |   |
| الحد            | 6      | 9  | 9  | 9  | 7  | 6  | 7  | 6  | 7  | 8  | 8  | 8  | 8  | 8  | 8  | 9  | 9  | 9  |   |
| النجمة          | 4      | 6  | 3  | 5  | 4  | 7  | 8  | 8  | 9  | 9  | 9  | 9  | 10 | 10 | 10 | 10 | 10 | 10 |   |

### جدول النتائج
| المضيف \ الضيف | الأهلي | البديع | الحالة | الحد | الخالدية | الرفاع | الرفاع الشرقي | المحرق | المنامة | النجمة |
| -------------- | ------ | ------ | ------ | ---- | -------- | ------ | ------------- | ------ | ------- | ------ |
| الأهلي         | —      | 1–1    | 1–1    | 0–0  | 0–2      | 0–2    | 4–3           | 0–1    | 1–1     | 1–1    |
| البديع         | 2–3    | —      | 0–1    | 3–2  | 1–4      | 0–4    | 1–2           | 1–1    | 1–2     | 2–0    |
| الحالة         | 1–1    | 2–1    | —      | 1–0  | 3–3      | 1–1    | 2–1           | 0–2    | 2–4     | 1–1    |
| الحد           | 1–1    | 1–0    | 0–0    | —    | 0–1      | 2–2    | 0–2           | 0–2    | 2–2     | 1–2    |
| الخالدية       | 0–0    | 2–0    | 2–0    | 1–1  | —        | 0–1    | 1–1           | 1–0    | 1–2     | 3–0    |
| الرفاع         | 3–2    | 1–0    | 3–1    | 1–0  | 1–0      | —      | 0–0           | 4–1    | 0–0     | 2–0    |
| الرفاع الشرقي  | 2–0    | 0–2    | 0–1    | 1–1  | 1–1      | 2–2    | —             | 0–0    | 0–1     | 3–2    |
| المحرق         | 4–0    | 2–3    | 2–1    | 1–0  | 0–1      | 0–0    | 2–3           | —      | 1–2     | 1–0    |
| المنامة        | 3–1    | 1–0    | 0–0    | 6–0  | 2–1      | 0–2    | 1–0           | 3–0    | —       | 0–0    |
| النجمة         | 1–2    | 0–1    | 2–3    | 1–2  | 0–0      | 0–3    | 1–3           | 0–2    | 1–1     | —      |

## ملحق الهبوط
في هذه النسخة من تصفيات الهبوط ينضم الفريقان الثامن والتاسع في الدوري البحريني الممتاز إلى الفريقين صاحبي المركزين الثالث والرابع من دوري الدرجة الثانية البحريني 2021-22 في مرحلة المجموعات المكونة من أربعة فرق حيث يتواجد كل فريق. يلعب كل منهما مع الآخر مرة واحدة. ستنتقل أفضل ثلاث فرق في المجموعة للعب في نسخة 2022–23 من الدوري البحريني الممتاز وسيكون الفريق الأخير في نسخة 2022–23 من دوري الدرجة الثانية البحريني. بدأت تصفيات الهبوط في 6 مايو ومن المقرر أن تنتهي في 16 مايو 2022.

### جدول الترتيب
| م | الفريق   | لعب | ف | ت | خ | أ.له | أ.ع | أ.ف | نقاط | التأهل أو الهبوط                     |
| - | -------- | --- | - | - | - | ---- | --- | --- | ---- | ------------------------------------ |
| 1 | الحد     | 3   | 2 | 1 | 0 | 6    | 3   | +3  | 7    | Promotion to الدوري البحريني الممتاز |
| 2 | سترة     | 3   | 1 | 2 | 0 | 3    | 2   | +1  | 5    | Promotion to الدوري البحريني الممتاز |
| 3 | البديع   | 3   | 1 | 1 | 1 | 5    | 5   | 0   | 4    | Promotion to الدوري البحريني الممتاز |
| 4 | المالكية | 3   | 0 | 0 | 3 | 3    | 7   | −4  | 0    | Relegation to دوري الدرجة الثانية    |

### النتائج
| المضيف \ الضيف | الحد | البديع | المالكية | سترة |
| -------------- | ---- | ------ | -------- | ---- |
| الحد           | —    | -      | -        | 1–1  |
| البديع         | 1–2  | —      | 3–2      | -    |
| المالكية       | 1–3  | -      | —        | -    |
| سترة           | -    | 1–1    | 1–0      | —    |

## إحصائيات

### قائمة الهدافين
| الترتيب | اللاعب (النادي) | الأهداف |
| ------- | --- | ------- |
| 1       | مهدي عبد الجبار (المنامة) | 16      |
| 2       | عبد الله الحشاش (البديع) إسماعيل عبد اللطيف (الخالدية) محمد مرهون (الرفاع) | 9       |
| 5       | مهدي الحميدان (الخالدية) كميل الأسود (الرفاع) محمد الحلاق (المنامة) | 5       |
| 8       | أرتيوم سيرديوك (الأهلي) محمد خالد (البديع) عبد الفتاح بشير (الحالة) محمد الرميحي (الرفاع الشرقي 1 - الرفاع 3) برينس أغريه سامي الحسيني لويز فرناندو (الرفاع الشرقي) فلافيو كاريوكا (المحرق) | 4       |
| 16      | جمال راشد (الأهلي) سلطان السلاطنة (البديع) أحمد الدوني عبد العزيز خالد (الحالة) علي حسن محمد عنز هاشم سيد عيسى (الرفاع) سعيد مرجان عبد الله مبارك (الرفاع الشرقي) أغوينالدو علي منير (النجمة) | 3       |
| 27      | عبد الله جاسم ناظم بابادجانوف (الأهلي) أيلتون جونيور (البديع) إسراء عامر جويل فينيسيوس يسري العرفاوي (الحالة) إيفرتون طارق كادا محمد الطيب (الحد) سيد ضياء سعيد صالح راتب غيلمين ريفاس (الخالدية) سيد رضا عيسى محمود البحر (الرفاع) أمين بنعدي عبد الوهاب الصافي علي مفتاح محمود المرضي (المحرق) عبد الرحمن سيد عيسى جهاد مهدي عبد اللطيف (المنامة) ديماس ميزا محمد أولاد (النجمة) | 2       |
| 50      | عبد الله العطار عبد الله العريبي فيصل حبيب مارسيلو أوغوستو مجتبى عبد علي مهدي طرادة (الأهلي) عبد العزيز الشيخ (البديع) إبراهيم العبيدلي إبراهيم الوالي جيفرسون بايانو يحيى أحمد (الحالة) أسامة أومري إيشاميل يارتي سعد العامر سيد محمد عدنان محمد فارس (الحد) أحمد بوغمار المنذر العلوي محمد عادل (الخالدية) هزاع علي (الرفاع) أحمد راشد أحمد عبد النبي علي ناصر كيانو مارش براون محمد دعيج (الرفاع الشرقي) أحمد الشروقي أحمد سند حسين جميل خالد الهاجري سيارا عبد الرحمن أحمدي موزيس أتيدي نور الروابدة (المحرق) إبراهيم الختال عمرو جنيات عيسى موسى محمود مختار (المنامة) سالم عادل فيتور سيلفا (النجمة) | 1       |

### صناعة الأهداف
| الترتيب | اللاعب (النادي) | الصناعة |
| ------- | --- | ------- |
| 1       | محمد الحلاق (المنامة) | 10      |
| 2       | صالح راتب (الخالدية) محمد مرهون (الرفاع) برينس أغريه (الرفاع الشرقي) | 7       |
| 5       | عبد الله الحشاش (البديع) | 5       |
| 6       | إبراهيم واتارا (الخالدية) جاسم الشيخ (الرفاع) عبد الوهاب المالود محمود المرضي (المحرق) ورد السلامة (المنامة) | 4       |
| 11      | جمال راشد محمد عبد الوهاب (الأهلي) جويل فينيسيوس (الحالة) سيد محمد عدنان محمد فارس (الحد) مهدي الحميدان (الخالدية) كميل الأسود مؤيد العجان هاشم سيد عيسى (الرفاع) أغوينالدو (النجمة 1 - الرفاع الشرقي 2) سعيد مرجان (الرفاع الشرقي) مهدي عبد الجبار (المنامة) فيتور جونيور (النجمة) | 3       |
| 24      | سلمان أحمد (الحالة) أحمد الدوني أحمد كامل إسراء عامر فارشاد نور فهد بوشرار محمد خالد يحيى أحمد (الحالة) سعد العامر علي عبد الله (الحد) دومينيك مندي محمد عادل (الخالدية) محمد الرميحي (الرفاع الشرقي 1 - الرفاع 1) حمد الشمسان سيد رضا عيسى علي حسن هزاع علي (الرفاع) عمر دعيج لويز فرناندو (الرفاع الشرقي) أحمد سند محمد البناء (المحرق) أحمد موسى عمرو جنيات عيسى جهاد عيسى موسى (المنامة) محمد القصاب (المنامة) | 2       |
| 50      | باقر العصفور زيد جابر عباس عياد مهدي طرادة ناظم بابادجانوف نواف عبد الله يزن ثلجي يوسف محمد (الأهلي) إلتون مارتينز حميد ميدو سلطان السلاطنة عمر عبد الباسط فيليبي هيريدا (البديع) إبراهيم الزوري إبراهيم العبيدلي عبد الفتاح بشير عبد الله عبد الرزاق (الحالة) أسامة أومري إيفرتون طلال الشروقي (الحد) أحمد عبد الله إسماعيل عبد اللطيف المنذر العلوي سيد ضياء سعيد لازار دجوردجيفيتش محمد الحردان (الخالدية) محمد عنز (الرفاع) أحمد راشد جاسم خليف حمزة عبد الله عبد الله شلال عبد الله ياسر كيانو مارش براون محمد دعيج (الرفاع الشرقي) أحمد الشروقي حسن الكراني حسين جميل راشد الحوطي سيارا عبد الله الحايكي فلافيو كاريوكا موزيس أتيدي (المحرق) عبد الرحمن سيد عمار محمد فرانك كوني مهدي عبد اللطيف (المنامة) سالم عادل علي كامل أوغوست مالو محمد أولاد هشام منصور (النجمة) | 1       |

### الشباك النظيفة
| الترتيب | اللاعب (النادي)                                                         | الشباك النظيفة |
| ------- | ----------------------------------------------------------------------- | -------------- |
| 1       | سيد شبر علوي (الخالدية)                                                 | 9              |
| 2       | عبد الكريم فردان (الرفاع) سيد محمد جعفر (المحرق)                        | 8              |
| 4       | عمار محمد (المنامة)                                                     | 7              |
| 5       | عبد الله افريح (الرفاع) حمد الدوسري (الرفاع الشرقي)                     | 4              |
| 7       | محمود العجيمي (البديع) محمد عبد الرحيم (الحالة) عباس أحمد (الحد)        | 3              |
| 10      | عبد الله الذوادي (الأهلي) غودويل تشاي (الحالة) عبد الله الكعبي (النجمة) | 2              |
| 13      | أشرف وحيد (المحرق) محمد حسن (المنامة)                                   | 1              |

## الجوائز
| الجائزة         | الفائز          | النادي        |
| --------------- | --------------- | ------------- |
| أفضل مدرب       | علي عاشور       | الرفاع        |
| أفضل لاعب       | محمد مرهون      | الرفاع        |
| أفضل لاعب شاب   | عبد الله افريح  | الرفاع        |
| أجمل هدف        | لويز فرناندو    | الرفاع الشرقي |
| أفضل هداف       | مهدي عبد الجبار | المنامة       |
| أفضل صانع أهداف | محمد الحلاق     | المنامة       |
| أفضل حارس مرمى  | سيد شبر علوي    | الخالدية      |
| أفضل لاعب أجنبي | محمد الحلاق     | المنامة       |

| تشكيلة الموسم    | تشكيلة الموسم            | تشكيلة الموسم            | تشكيلة الموسم            | تشكيلة الموسم            | تشكيلة الموسم            | تشكيلة الموسم            | تشكيلة الموسم           | تشكيلة الموسم           | تشكيلة الموسم           | تشكيلة الموسم           | تشكيلة الموسم           | تشكيلة الموسم           |
| ---------------- | ------------------------ | ------------------------ | ------------------------ | ------------------------ | ------------------------ | ------------------------ | ----------------------- | ----------------------- | ----------------------- | ----------------------- | ----------------------- | ----------------------- |
| حارس المرمى      | سيد شبر علوي (الخالدية)  | سيد شبر علوي (الخالدية)  | سيد شبر علوي (الخالدية)  | سيد شبر علوي (الخالدية)  | سيد شبر علوي (الخالدية)  | سيد شبر علوي (الخالدية)  | سيد شبر علوي (الخالدية) | سيد شبر علوي (الخالدية) | سيد شبر علوي (الخالدية) | سيد شبر علوي (الخالدية) | سيد شبر علوي (الخالدية) | سيد شبر علوي (الخالدية) |
| خط الدفاع        | مؤيد العجان (الرفاع)     | مؤيد العجان (الرفاع)     | مؤيد العجان (الرفاع)     | حمد الشمسان (الرفاع)     | حمد الشمسان (الرفاع)     | حمد الشمسان (الرفاع)     | فارس أرناؤوط (المنامة)  | فارس أرناؤوط (المنامة)  | فارس أرناؤوط (المنامة)  | سيد رضا عيسى (الرفاع)   | سيد رضا عيسى (الرفاع)   | سيد رضا عيسى (الرفاع)   |
| خط وسط الارتكاز  | جاسم أحمد الشيخ (الرفاع) | جاسم أحمد الشيخ (الرفاع) | جاسم أحمد الشيخ (الرفاع) | جاسم أحمد الشيخ (الرفاع) | جاسم أحمد الشيخ (الرفاع) | جاسم أحمد الشيخ (الرفاع) | محمد الحردان (الخالدية) | محمد الحردان (الخالدية) | محمد الحردان (الخالدية) | محمد الحردان (الخالدية) | محمد الحردان (الخالدية) | محمد الحردان (الخالدية) |
| خط الوسط الهجومي | محمد الحلاق (المنامة)    | محمد الحلاق (المنامة)    | محمد الحلاق (المنامة)    | محمد الحلاق (المنامة)    | صالح راتب (الخالدية)     | صالح راتب (الخالدية)     | صالح راتب (الخالدية)    | صالح راتب (الخالدية)    | محمد مرهون (الرفاع)     | محمد مرهون (الرفاع)     | محمد مرهون (الرفاع)     | محمد مرهون (الرفاع)     |
| خط الهجوم        | عبد الله دعيج (البديع)   | عبد الله دعيج (البديع)   | عبد الله دعيج (البديع)   | عبد الله دعيج (البديع)   | عبد الله دعيج (البديع)   | عبد الله دعيج (البديع)   | عبد الله دعيج (البديع)  | عبد الله دعيج (البديع)  | عبد الله دعيج (البديع)  | عبد الله دعيج (البديع)  | عبد الله دعيج (البديع)  | عبد الله دعيج (البديع)  |